# Diocèse d'Assise-Nocera Umbra-Gualdo Tadino
Le diocèse d'Assise-Nocera Umbra-Gualdo Tadino (en latin : Dioecesis Assisiensis-Nucerina-Tadinensis ; en italien : Diocesi di Assisi-Nocera Umbra-Gualdo Tadino) est un diocèse de l'Église catholique en Italie, suffragant de l'archidiocèse de Pérouse-Città della Pieve et appartenant à la région ecclésiastique d'Ombrie.

## Territoire
Le diocèse est dans une partie de la province de Pérouse ; l'autre partie de cette province étant partagée par les archidiocèses de Pérouse-Città della Pieve et Spolète-Norcia et les diocèses d'Orvieto-Todi, de Foligno, de Gubbio et de Città di Castello. Il possède un territoire d'une superficie de 1 142 km2 divisé en 63 paroisses regroupées en 5 archidiaconés. L'évêché est situé à Assise où se trouve la cathédrale Saint-Rufin. La cathédrale de Nocera Umbra et la cathédrale de Gualdo Tadino sont cocathédrales depuis 1986.
Assise est célèbre pour être le lieu de naissance de saint François et le berceau de l'esprit franciscain. Tous les lieux qui lui sont liés sont transformés en sanctuaires. Les restes du saint sont maintenant conservés dans la basilique Saint-François d'Assise ; la basilique Sainte-Marie-des-Anges d'Assise construite autour de la portioncule ; la chiesa nuova construite sur le lieu de naissance de François ; la basilique Sainte-Claire d'Assise garde le crucifix de Saint-Damien qui aurait parlé à François, conserve les restes de sainte Claire et de sainte Agnès d'Assise ; les autres édifices franciscains importants du diocèse d'Assise sont la chapelle Saint-Damien d'Assise, l'ermitage delle Carceri et le sanctuaire de Rivotorto (it) sur le mont Subasio.

## Histoire
Le diocèse actuel est né le 30 septembre 1986 par l'union des deux anciens sièges épiscopaux d'Assise et Nocera Umbra, ce dernier ayant pris en 1915 le nom de Nocera Umbra-Gualdo Tadino.

### Diocèse d'Assise
Le diocèse est érigé au IIIe siècle. Selon la tradition, la première prédication chrétienne à Assise est attribuée à saint Chryspolite, évêque du diocèse de Bettona (it), qui subit le martyre sous l'empereur Maximien Hercule et le premier évêque d'Assise est saint Rufin, patron du diocèse. Avenzio, le premier évêque connu historiquement au milieu du VIe siècle, intercède auprès de Totila au nom des habitants d'Assise, évitant ainsi à la ville d'être pillée par l'armée ostrogothe en marche contre Rome. C'est probablement à cette époque qu'Assise absorbe le territoire du diocèse de Bettona. Beaucoup d'évêques des siècles suivants sont connus grâce à leur présence dans les conciles célébrés par les papes. Le premier d'entre eux est Aquilin, qui prend part au synode de Latran de 649 organisé par le pape Martin Ier pour condamner le monothélisme.
Aux VIIe  et  VIIIe siècle, Assise tombe sous domination des ducs Lombards et rasée en 773 par Charlemagne qui la reconstruit plus tard en la purgeant des ariens et des partisans lombards. Au cours de ces années, la forteresse d'Assise est construite, augmentant le pouvoir militaire et l'importance de la ville. En 963, dans un parchemin de l'évêque Eremedio, l'existence du siège épiscopal est attestée pour la première fois à l'église Sainte-Marie-Majeure, cathédrale primitive du diocèse. L'évêque Ugo (1029-1052) transfère la cathédrale à l'église Saint-Rufin où les restes du saint sont vénérés.
Au début du XIIIe siècle, Assise voit l'essor de l'ordre des frères mineurs fondé par saint François et de la branche féminine de l'ordre des Pauvres Dames rassemblés autour de sainte Claire. À partir du milieu du siècle, le diocèse est dirigé par des évêques franciscains. Sur la base du privilège accordé par le pape Innocent III à l'évêque Guido en 1198, bien qu’il soit considéré comme un faux, à l’époque, le territoire diocésain comprend les territoires municipaux actuels d’Assise, Bastia Umbra, Cannara, Bettona, Valfabbrica et une petite partie des municipalités de Gualdo Cattaneo et Bevagna. Selon certaines reconstructions topographiques, le diocèse d’Assise, entre la fin du XIIIe  et le  XIVe siècle, est l’un des plus petits de l’Ombrie, s’étendant sur une superficie d’environ 312 km2 comprenant 95 églises dont 41 dans les zones urbaines et 54 en ruralité.
À partir de la seconde moitié du XVIe siècle, les évêques appliquent les réformes du concile de Trente. Parmi eux, Filippo Geri (1564-1575) commence la construction de la basilique Sainte-Marie-des-Anges ; Marcello Crescenzi (1591-1630) œuvre à la reconstruction du palais épiscopal et institue le séminaire diocésain qui se développe avec son successeur Tegrimo Tegrimi (1630-1641). Au XVIIIe siècle, l'évêque Ottavio Ringhieri (1736-1755) entreprend une série de réformes et de mesures visant à limiter l'avancée des idées des Lumières dans le diocèse.
Pendant l'occupation française, l'évêque Francesco Maria Giampè (1796-1827) refuse de prêter serment à Napoléon, il est exilé en Corse pour cette raison comme une bonne partie de son clergé. Au début du XXe siècle, le diocèse est dirigé par deux évêques, Luigi De Persiis (1896-1904) et Ambrogio Luddi (1905-1927), convaincus d'être des opposants du modernisme. En 1902, le franciscain Paul Sabatier fonde la société internationale d'études franciscaines à Assise.
Mgr Giuseppe Placido Nicolini cache et protège plus de 300 Juifs lors de l'occupation ; pour son action héroïque, il est reconnu juste parmi les nations à Yad Vashem. C'est lors de son épiscopat que le pape Jean XIII se rend à Assise, la première sortie d'un pontife en dehors de Rome depuis 1870. Du 5 au 9 septembre 1951, Assise accueille le XIIIe congrès eucharistique national italien, auquel participe le cardinal Ildefonso Schuster en qualité de légat pontifical. En 1980, la paroisse San Michele Arcangelo de Limigiano, dans la municipalité de Bevagna, est cédé à l'archidiocèse de Spolète.

### Diocèse de Gualdo Tadino (Tadinum)
Le diocèse de Tadinum est érigé aux IVe et Ve siècles. Selon la tradition, l'évangélisation du territoire est attribuée à l'évêque saint Félicien de Foligno. Deux évêques de cet ancien site sont connus : saint Facond (it), que l'on identifie avec l'évêque éponyme qui, selon le témoignage d'Athanase d'Alexandrie, adhère aux décisions du concile de Sardique ; et Gaudence, qui participe au concile de Rome de 499 organisé par le pape Symmaque. D'après une lettre de Grégoire Ier, il apparaît qu'en 599 le diocèse est vacant et que le pontife envoie en visite pastorale l'évêque Gaudiose de Gubbio pour élire un évêque apte à occuper ce poste. Le diocèse disparaît à la suite de la destruction faite par les Goths, puis par les Lombards et enfin par les Sarrasins.

### Diocèse de Nocera Umbra
L'historiographie a deux hypothèses sur l'origine du diocèse de Nocera et sur son lien avec celui de Tadinum. Certains historiens soutiennent que le diocèse de Nocera existe déjà à l'époque romaine et que, même s'il est difficile de distinguer les évêques du siège d'Umbra avec ceux du diocèse de Nocera en Campanie, l'évêque Aprile est attesté au concile romain du 6 novembre 502. Plus tard, le diocèse de Nocera en Ombrie disparaît mais il est rétabli au Haut Moyen Âge par les pontifes, qui l'unissent aux anciens sièges de Tadino, Plestia (de), Sentinum (Sassoferrato) et Usentis (dont l'identification est incertaine). D'autres auteurs, par contre, inspirés de la vie de saint Raynald (it), évêque nocerin du début du XIIIe siècle, estiment que le diocèse de Nocera ne voit le jour qu'au début du Moyen Âge, peut-être entre les VIIIe  et  IXe siècle, avec le transfert du siège de Tadino à Nocera, à laquelle sont rattachés d’autres diocèses de l’Ombrie, longtemps disparus.
Il ne fait aucun doute que le diocèse de Nocera existe au XIe siècle, en raison de la présence des premiers évêques que l'on peut attribuer avec certitude au diocèse de l'Ombrie : Roman, Dodon et Ludovic, dans la première moitié du siècle. Dans la première moitié du XIIIe siècle, le siège nocerin est occupé par le saint évêque Raynald, dont le culte se répand rapidement dans le diocèse dont il est proclamé patron. Après la destruction de Nocera en 1248 par l'empereur Frédéric II, l'évêque fuyant avec ses prêtres établit son siège épiscopal du diocèse pendant plus de 40 ans dans le presbytère de San Facondino, près de Gualdo Tadino. Selon certaines reconstructions topographiques, le diocèse d’Assise, entre la fin du XIIIe  et le  XIVe siècle, le diocèse de Nocera, par rapport aux autres diocèses de l’Ombrie, est de taille moyenne et s’étend sur un territoire d’environ 767 km2 soit 179 églises dont 35 en zones urbains et 144 en ruralité.
Le premier synode diocésain a lieu en 1349, organisé par Alexandre Vincioli. En 1448, l'évêque Giovanni Marcolini commence la reconstruction de l'ancienne cathédrale de Santa Maria Assunta, tombée en ruine et dont les travaux s'achèvent dans la première moitié du XVIe siècle. En 1569, l'évêque Girolamo Mannelli fonde le séminaire diocésain ; le même évêque avait, en 1564, édicté des normes pour l'application des décrets de réforme du concile de Trente. Pendant l'occupation napoléonienne, l'évêque Francesco Luigi Piervissani (1800-1848) refuse de prêter serment à Napoléon Ier, il est exilé à Trévoux pour cette raison. À son retour dans le diocèse, il s'engage activement dans la reconstruction du diocèse avec une intense activité pastorale.
Le 2 janvier 1915, le diocèse de Nocera Umbra prend le nom de diocèse de Nocera Umbra et de Gualdo Tadino, en mémoire de l'ancien diocèse de Tadinum et de l'importance accrue prise par la ville de Gualdo à partir du XIXe siècle. L'église de San Benedetto, que le pape Pie IX avait déjà élevée au rang de collégiale, devient cathédrale honoris tantum causa, c'est-à-dire un pur titre honorifique. En 1980, elle est élevée par le pape Jean-Paul II au rang de basilique mineure. En 1937, la paroisse d'Annifo, dans la municipalité de Foligno, est séparée du diocèse de Nocera Umbra et de Gualdo Tadino et annexée au diocèse de Foligno.
Pendant la guerre, le diocèse connaît des moments difficiles et des affrontements entre les différentes factions politiques. Les 9 juin et 14 juillet 1944, les partisans fusillent les prêtres Nicola Polidori et Gildo Vian. Le 19 juin de la même année, un autre prêtre diocésain, David Berrettini, est exécuté par les nazis après avoir libéré 18 personnes. L'évêque Domenico Ettorre (1940-1943) est accusé par les fascistes de mener des activités politiques et de rester en contact avec des partisans démocrates chrétiens ; sa dernière lettre pastorale est saisie par ordre du gouvernement pro-nazi.
En 1984, le diocèse de Nocera Umbra-Gualdo Tadino cède plus de 40 paroisses situées dans les Marches aux diocèses voisins de Fabriano, Pergola, Camerino et Senigallia. Avec ces transferts, à la veille de l'union avec Assise, le diocèse de Nocera Umbra-Gualdo Tadino comprend les municipalités de Nocera Umbra, de Gualdo Tadino, de Fossato di Vico et de Sigillo, ainsi que le centre de Casacastalda, aujourd'hui frazione de Valfabbrica.

### Diocèse d'Assise-Nocera Umbra-Gualdo Tadino
Le 15 août 1972, les deux diocèses, jusqu'alors immédiatement soumis au Saint-Siège, sont rattachés à la province ecclésiastique de l'archidiocèse de Pérouse. Les deux sièges deviennent vacants à la suite des décès rapprochés des évêques Giuseppe Placido Nicolini, évêque d'Assise, (novembre 1973) et Giuseppe Pronti, évêque de Nocera et Gualdo en février 1974. Ainsi, le 12 décembre 1974, Dino Tomassini est nommé évêque des deux sièges, unissant les deux diocèses in persona episcopi.
Le 30 septembre 1986, avec le décret Instantibus votis de la congrégation pour les évêques, les diocèses d'Assise et de Nocera Umbra-Gualdo Tadino sont pleinement unis et le nouveau district ecclésiastique prend son nom actuel. Le musée diocésain d'Assise est inauguré en 2006, héritier du musée de la cathédrale de San Rufino, fondé en 1941 par Mgr Nicolini.

## Sources
- (en) Catholic-Hierarchy

- (it) Cet article est partiellement ou en totalité issu de l’article de Wikipédia en italien intitulé « Diocesi di Assisi-Nocera Umbra-Gualdo Tadino » (voir la liste des auteurs).